# Myosurus sessilis
Myosurus sessilis là một loài thực vật có hoa trong họ Mao lương. Loài này được S.Watson mô tả khoa học đầu tiên năm 1882.